# Montañas Yandang

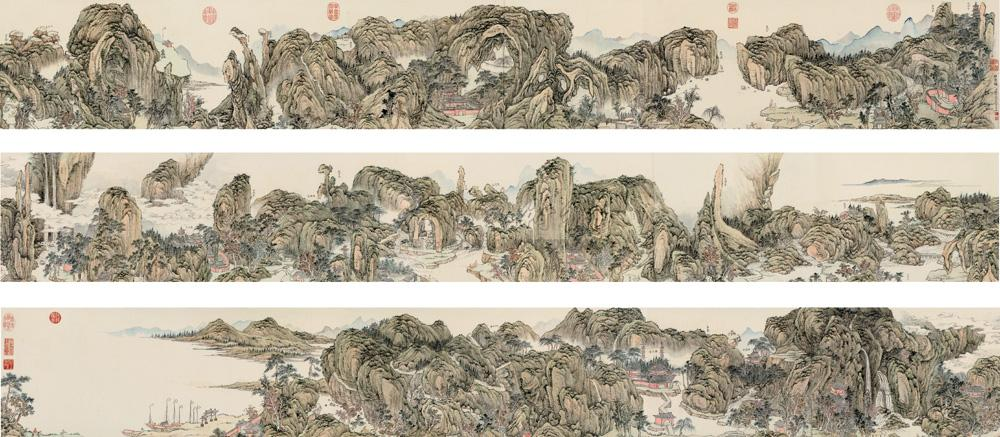
Grabado de Yandangshan de Qian Weicheng, en la dinastía Qing

Las montañas/montes Yandang o Yandangshan (en chino simplificado, 雁荡山; pinyin, Yàndàng Shān; literalmente, ‘montaña(s) del estanque del ganso salvaje’), a menudo abreviadas como  Yanshan (en chino simplificado, 雁山), se refiere, en sentido amplio, a una cadena montañosa costera del este de China. Administrativamente, está en el sureste de la provincia de Zhejiang y comprende gran parte de la ciudad-prefectura de Wenzhou (desde el condado de Pingyang, en el sur, hasta el condado de Yueqing, en el noreste) y se extiende hasta la ciudad-condado de Wenling en la ciudad-prefectura de Taizhou. La cordillera está dividida en dos por el río Oujiang, las Yandang septentrionales o del Norte y las meridionales o del Sur. De forma más estricta, la denominación Yandangshan también se usa para referirse al monte Yandang, una parte específica de las Yandang septentrionales generada alrededor de una antigua caldera cerca de una pequeña ciudad del mismo nombre (en chino, 雁荡; pinyin, Yàndàng Zhèn). Los picos más altos de las Yandang septentrionales se encuentran ahí, y es también el principal lugar turístico. En este artículo, el nombre «montañas Yandang» se usa para referirse a la cadena montañosa y «monte Yandang», en singular, para referirse a la caldera.
El pico principal de las Yandang septentrionales, Baigangjian (en chino, 百; pinyin, Bǎigǎng Jiān; literalmente, ‘Punto de los cien picos’),  se eleva 1150 msnm.) Hay una estación de radar en el pico, que está cerrado al público.
El monte Yandang es conocido por su entorno natural, resultado de sus paredes rocosas verticales y pináculos, laderas de montañas con bosques y arboledas de bambú, arroyos, cascadas y cuevas. El área también alberga varios templos y santuarios, muchos de ellos con una larga historia; característica de los templos es que muchos de ellos están construidos dentro de cuevas o en bocas de cuevas.[cita requerida]
El 8 de noviembre de 1982, un área de 450 km² de Yangangshan fue proclamada como «zona de interés paisajístico e histórica de importancia nacional» (análogo a un parque nacional) en el primer lote de parques del país. En 2004, Yandangshan se convirtió en parque geológico nacional y el 11 de febrero de 2005, un área de 294,6 km², en miembro de la Red Global de Geoparques de la UNESCO. El parque forestal nacional de Yandangshan tiene un área de 841 ha, cubriendo el monte Yandang.
El 29 de noviembre de 2001, las Yangangshan también fueron incluidas en la Lista Indicativa de China del Patrimonio Mundial de la UNESCO.

## Entorno
Las montañas Yandang se formaron a través de la actividad volcánica durante el período Cretácico, hace entre 100-120 millones de años. Rocas ígneas similares están muy extendidas en el sureste de China, formando un largo cinturón de complejos volcánicos-intrusivos de unos 400 km de anchura y 2000 km de longitud.
La caldera de Yandangshan es un complejo volcánico-intrusivo de forma circular con una superficie de 13 km², del cual la parte noreste fue destruida por una falla regional posterior.  El volcán Yandangshan entró en erupción en cuatro episodios. La montaña se compone de varias rocas ígneas: ignimbrita, riolita , sienita y toba. La montaña muestra a menudo capas conspicuas correspondientes a los cuatro episodios diferentes de erupciones, dando lugar a estructuras similares a terrazas, estando las áreas boscosas en las más planas separadas por acantilados verticales.
El monte Yandang está cubierto principalmente por bosques caducifolios y siempreverdes, mezclados con algunas Cunninghamia. Las crestas más secas pueden estar dominadas por pequeños pinos. También hay algunos surcos de bambú. Las laderas y los valles más bajos se utilizan con fines agrícolas, por ejemplo, para cultivar té o como huertos frutales. Las hierbas y las setas recolectadas en la montaña se venden localmente.
Las montañas de Yandang están muy afectadas por la actividad humana; hay una extensa red de caminos turísticos oficiales, cortafuegos y claros para la prevención de incendios y caminos no oficiales utilizados por la población local para recolectar recursos de las montañas; sin embargo, debido al terreno escarpado, algunas partes son de difícil acceso. Cualquier vida salvaje que sobreviva tiende a ser muy esquiva. Los habitantes notables de las montañas Yandang incluyen el tragopán de Cabot, una especie protegida a nivel nacional en China. También se ha informado que el pangolín chino vive en las montañas Yandang.
Las montañas Yandang se han considerado como una de las áreas donde aún podría persistir el tigre del sur de China, pero no hay evidencias positivas y la especie se considera funcionalmente extinta en estado salvaje.

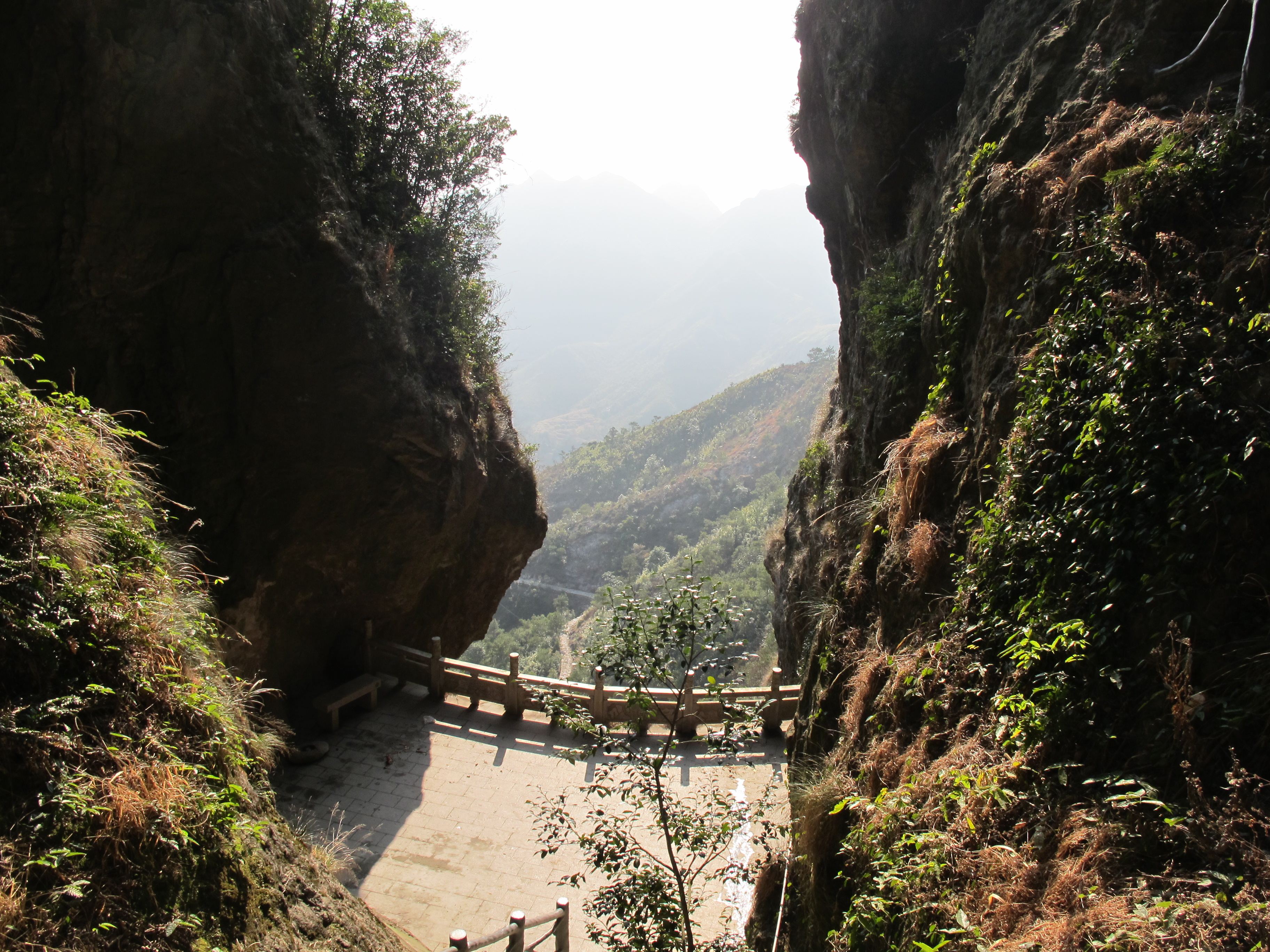
Aussicht im Yandangshan
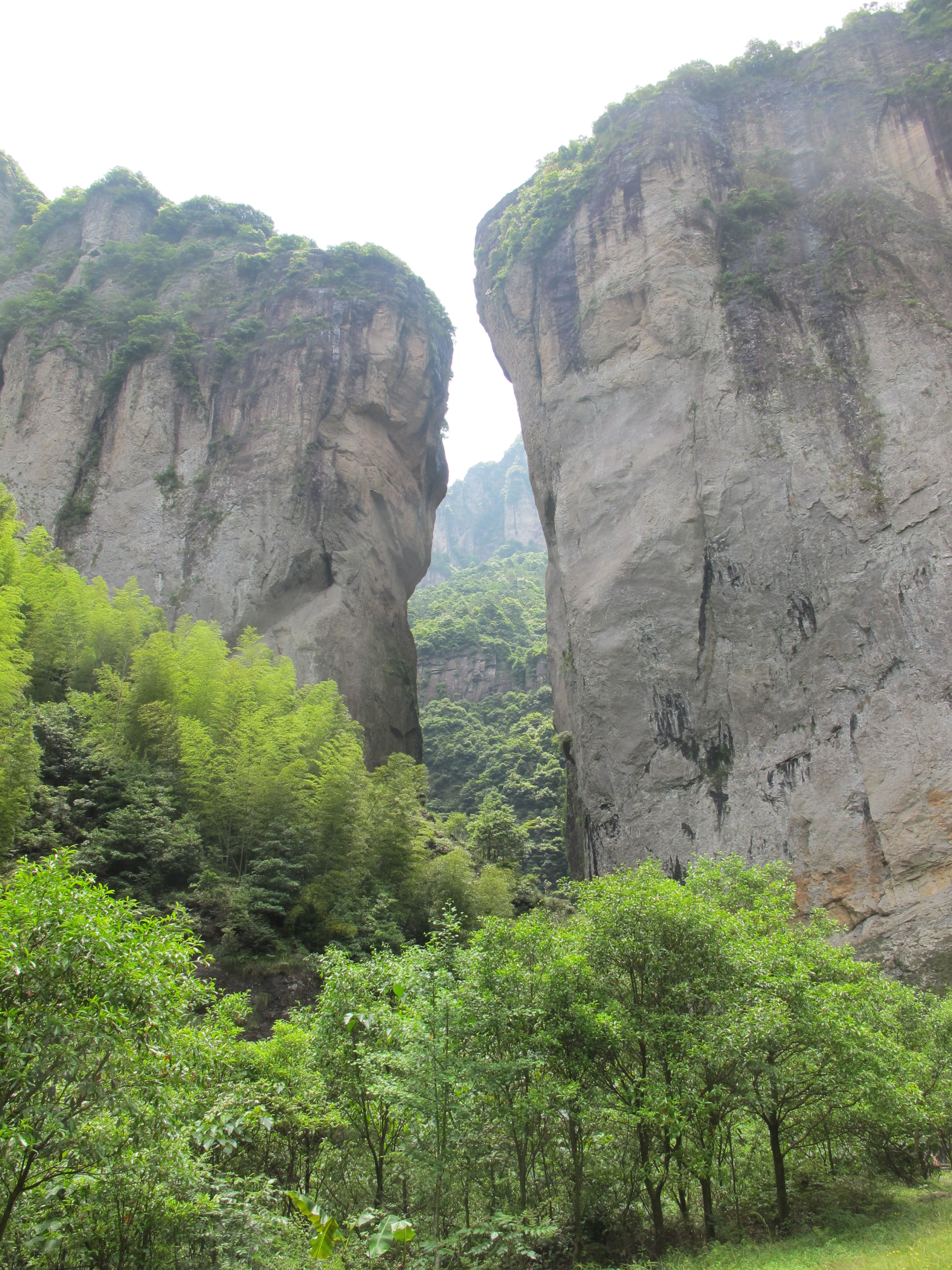
Xiansheng, la «puerta del Cielo»
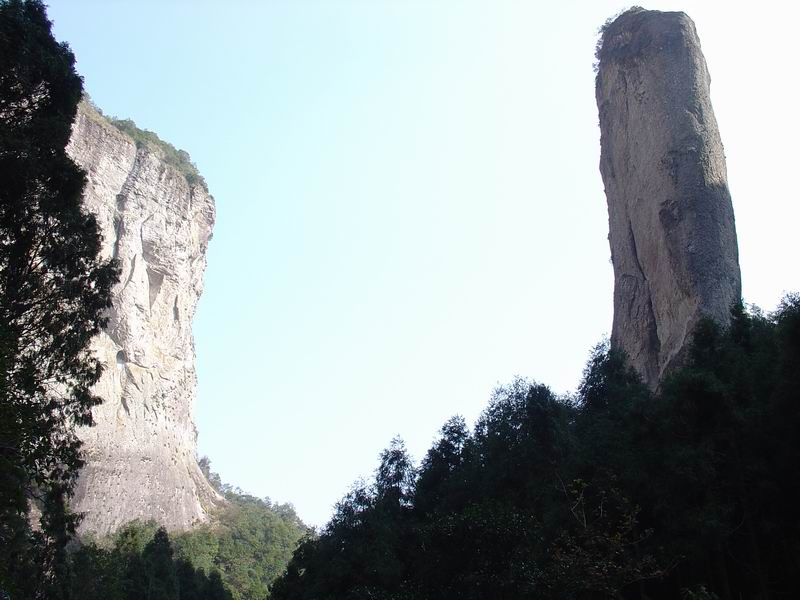
Lingyan, la «roca fantasma»
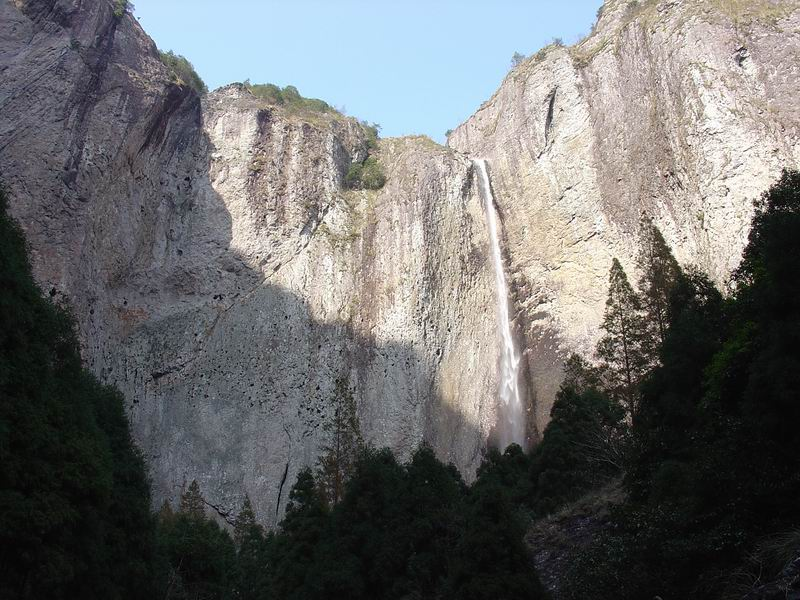
Dalongqiu, la «gran cascada del Dragón»

## Clima y flora
Climáticamente, Yangangshan se caracteriza por un clima monzónico moderadamente subtropical-oceánico. La temperatura media anual es de 17,5 °C, la precipitación anual supera los 1700 mm y la humedad media ronda el 77%. Esencialmente, se pueden distinguir tres formaciones vegetales diferentes en Yandangshan: bosque, cuerpos de agua y humedales, y tierras no boscosas influenciadas por el océano. La cordillera se encuentra en una zona de transición entre la flora subtropical austral y media y tiene una alta biodiversidad.
Había 1248 especies de plantas con semillas de 160 familias de plantas descritas. Muchos de estas se consideran en peligro de extinción, incluidos Machilus minutiloba, árbol de la torta japonesa, Psilotum nudum, Semiliquidambar cathayensis, soja silvestre y Strobilanthes sarcorrhiza.   Algunas de esas especies, como Machilus minutiloba, son endémicas o se identificaron por primera vez como una especie separada sobre la base de especímenes encontrados aquí , por ejemplo, Carex yandangshanica  del género juncia en 2005. (que también se encuentra en otros dos lugares montañosos de Zhejiang).
Algunas especies más de plantas y animales llevan el nombre Yandang, como Cyclosorus yandangensis, un helecho de pantano, y Arachniodes yandangshanensis, un helecho de acebo. Entre las especies animales, Eustigmaeus yandangensis es un ácaro, aunque esto ha sido cuestionado.

## Relevancia cultural

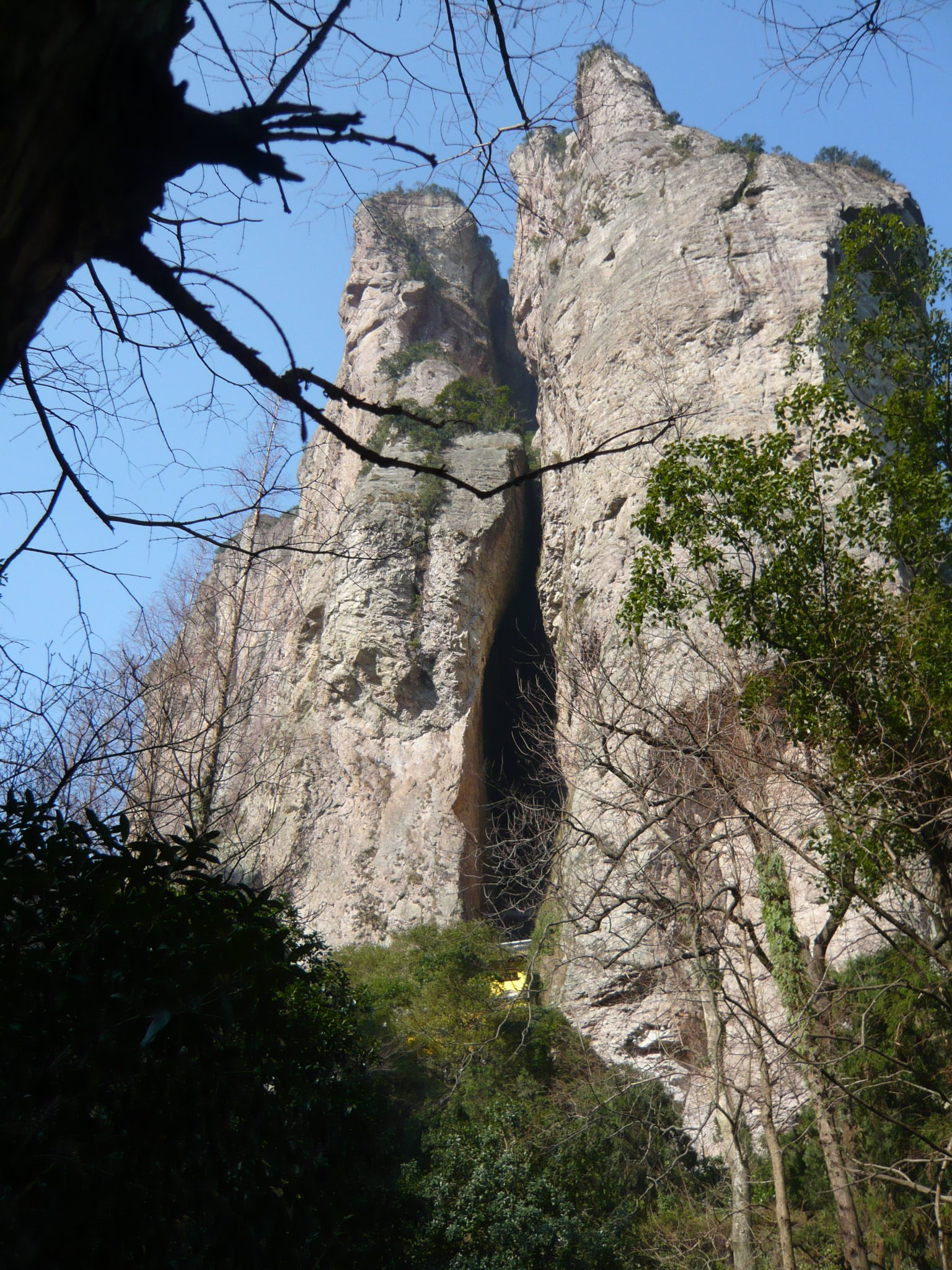
El pico Lingfeng; la gran grieta es la cueva de Guanyin, con la puerta inferior del Templo de Guanyin apenas visible..

Las montañas Yandang están salpicadas de templos y santuarios, muchos de ellos con una larga historia. La mayoría de ellos fueron destruidos durante la Revolución Cultural,[cita requerida] pero muchos han sido reconstruidos.
El descubrimiento cultural de Yangangshan comenzó durante las dinastías meridionales y septentrionales (420 a 581). Desde la dinastía Tang (617/18 a 907) y la dinastía Song (960 a 1279), la estética y atmósfera de Yangangshan han inspirado y asombrado a los visitantes. La naturaleza diversa de Yandangshan despertó una variedad de asociaciones y sentimientos en los visitantes. Parecía espiritual, hermosa, sublime, misteriosa, grandiosa, elegante, completa y esquiva. Académicos e intelectuales como Xie Lingyun, Guanxiu, Shen Kuo, Xu Xiake, Kang Youwei, Pan Tianshou, Yu Dafu, Guo Moruo, Deng Tuo y Shu Ting  trataron las Yandangshan por escrito o en la literatura. En 1074, el séptimo año del reinado del emperador Song Shenzong, el erudito Shen Kuo visitó Yandangshan y sugirió que el extraño paisaje rocoso había sido causado por la erosión. En la época de la dinastía Song del Norte, existían los conocidos «18 templos antiguos», así como 16 pabellones y 20 patios.  En 1632, el geógrafo y escritor de viajes chino Xu Xiake viajó por el Yangangshan y escribió un diario de viaje muy conocido.   De él se transmite el dicho de que sólo los seres celestiales podrían captar la multitud de maravillas que se encuentran aquí.
Más recientemente, se contaron 21 templos, 6 templos taoístas, 11 conventos, 3 salones, 10 monasterios, 22 pabellones y otros edificios religiosos en el área de Yandangshan.
El templo de Guanyin (o templo Avalokitesvara) es un templo budista ubicado en el monte Yandang, en el área escénica de los picos Lingfeng. El templo se encuentra entre dos picos de roca que se inclinan uno contra el otro de manera que se forma una gran grieta en forma de cueva ; los picos se conocen juntos como «picos de las palmeras sustentantes». La cueva tiene 100 metros de altura, con el fondo de la cueva inclinado hacia arriba. El templo sigue esta estructura natural y tiene nueve niveles (pisos), ocupando el santuario de Guanyin la sección más alta y oculta de la cueva. El templo fue construido por primera vez en 265.

## Turismo

### Yandang septentrionales

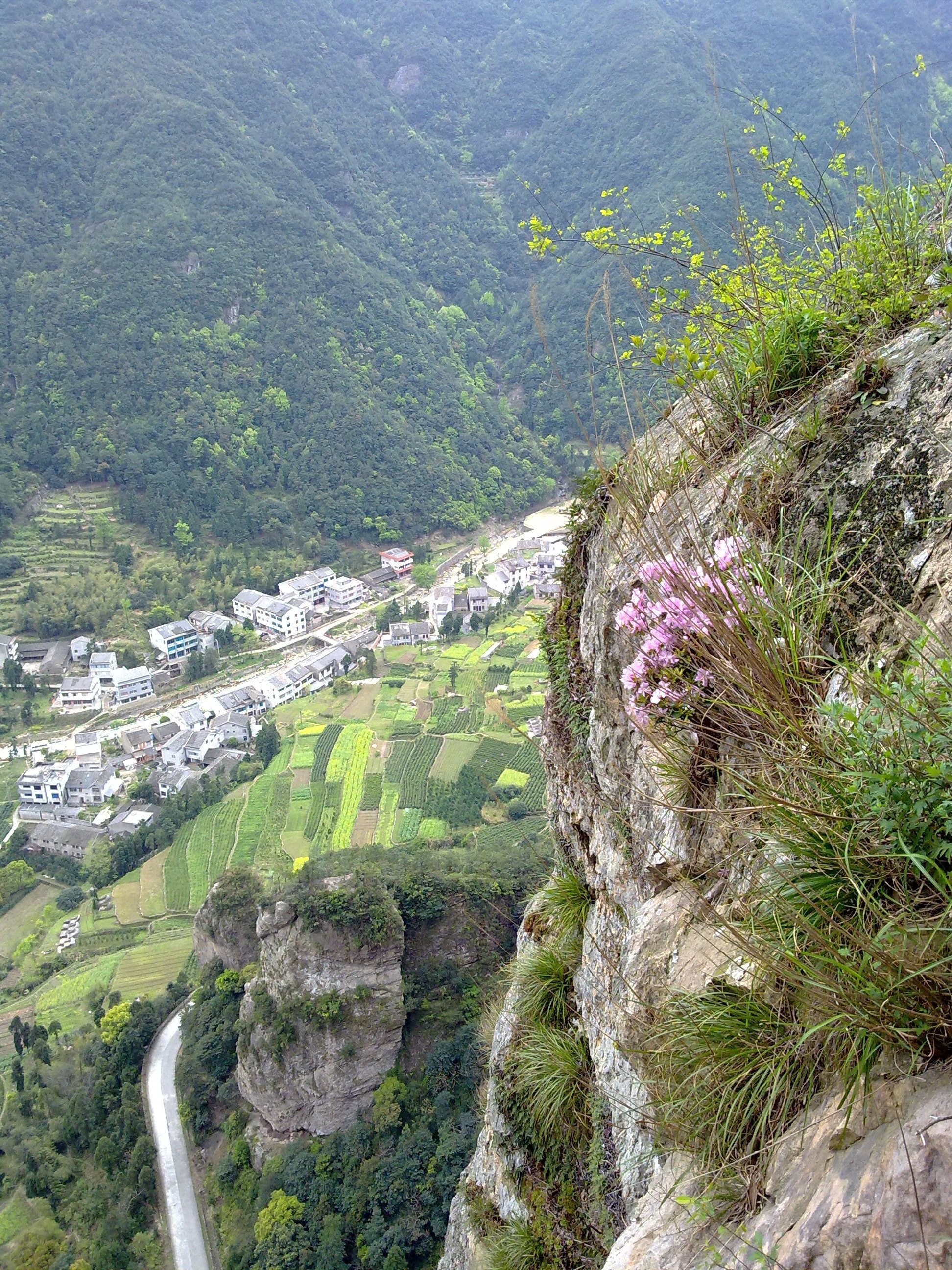
Una vista desde la roca Lingyan

Las Yandang septentrionales, en el sentido geográfico, tienes tres áreas escénicas, Yangjiaodong/Fangshan, Yandangshan medias y Yandang septentrionales, esta última comúnmente conocida como Yandangshan, siendo la más famosa de las áreas escénicas en las montañas Yandang.[cita requerida]
El área escénica de las Yandang septentrionales se centra en el monte Yandang y tiene un área de 450 km². La Administración Nacional de Turismo de China calificó las Yandang septentrionales como un «área escénica 5A» en 2007, frente al «4A» anterior. Se han desarrollado una serie de atracciones turísticas, o "lugares escénicos", alrededor del monte Yandang, siendo los más famosos:
- picos Lingfeng (en chino simplificado, 灵; literalmente, ‘picos espirituales’)
- roca Lingyan (en chino simplificado, 灵; literalmente, ‘roca espiritual’)
- cascada del Gran Estanque del Dragón  (en chino simplificado, 大; pinyin, dà lóng qiū; literalmente, ‘Gran estanque del dragón’), que es la cascada más alta de China con una caída de 192 metros.[33][24]

Estas tres son conocidas como "las tres perfecciones" del Yandangshan ( 雁荡三绝, Yàndàng sān jué ). [17].
Se puede acceder a los montes Yandang usando la estación de tren de Yandangshan en la vía férrea rápida entre Ningbo y Wenzhou.
La gran mayoría de los turistas nacionales solo visitan las áreas escénicas clave, que pueden estar muy concurridas, y no todo el desarrollo ha sido respetuoso con el entorno. Sin embargo, las áreas fuera de los lugares escénicos formalmente desarrollados pueden ser bastante tranquilas. Las montañas Yandang también son cada vez más populares como zona de senderismo para los urbanitas.
El área escénica de las Yandang medias es un «área escénica 4A» en el sur del condado de Yueqing. La superficie total del área escénica es de 93km².
El área escénica de Yangjiaodong/Fangshan se encuentra en la frontera entre Wenzhou y Taizhou. Es una única montaña, pero el nombre del área escénica cambia en la frontera: Yangjiaodong (en chino simplificado, 羊角洞) es la mitad de Wenzhou, y Fangshan (en chino simplificado, 方山; literalmente, ‘montaña cuadrada’) la de Taizhou.

### Yandang meridionales
Las Yandang meridionales o del Sur están clasificadas como «área escénica 4A» y consiste en cinco lugares escénicos próximos a la ciudad de Nanyanzhen en el condado de Pingyang. Las cuevas Este y Oeste son los lugares de interés más famosos. La superficie total del área escénica es de 169 km².